# 帕拉玛赫

帕尔马赫徽标

帕拉玛赫（希伯来语：פלמ"ח‬，Palmach）或帕尔马赫，为פלוגות מחץ‬（Plugot Maḥatz，即“打擊連”） 的缩写，是巴勒斯坦托管地时期犹太人社群地下武装哈加拿下属的精锐部队，成立于1941年5月，1948年第一次中东战争时有3个旅共2000人。知名指挥官有伊加尔·阿隆、伊扎克·拉宾、摩西·达扬。
随着以色列国防军的建立，三个帕尔马赫旅被解散，加之政治原因，使得许多帕尔马赫高级军官于1950年辞职。但其对以色列的影响力依然存在，原帕尔马赫成员多年来一直是以色列国防军高级指挥部的中坚力量，在以色列政治、文学和文化界也具有不小的影响力。